# Clemente Sibiliato
Clemente Sibiliato o Sibilato (Bovolenta, 10 febbraio 1719 – Padova, 14 febbraio 1795) è stato un presbitero, poeta e latinista italiano.
Fu bibliotecario e professore nel seminario di Padova. Dal 1759 tenne la cattedra di umanità latina e greca presso l'università di Padova. Compose versi d'occasione, sia in lingua italiana che latina e fu un apprezzato oratore. Fu socio dell'Accademia dei Ricovrati e della Reale Accademia di scienze e belle lettere di Mantova.
Nel 1792 pubblicò la biografia del matematico veronese Giuseppe Torelli.